# Le descañona

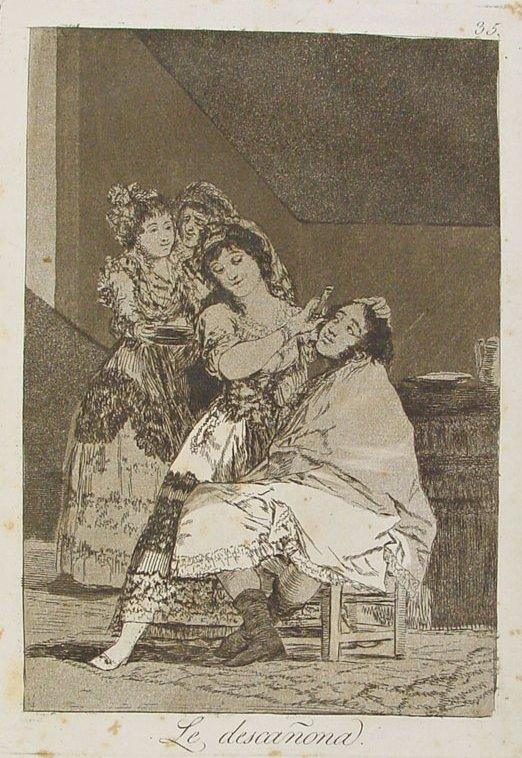
Le descañona

El aguafuerte Le descañona es un grabado de la serie Los Caprichos del pintor español Francisco de Goya. Está numerado con el número 35 en la serie de 80 estampas. Se publicó en 1799.

## Interpretaciones de la estampa
Existen  varios manuscritos contemporáneos que explican las láminas de los Caprichos. El que se encuentra en el Museo del Prado se tiene como autógrafo de Goya, pero parece más bien despistar y buscar un significado moralizante que encubra significados más arriesgados para el autor. Otros dos, el que perteneció a Ayala y el que se encuentra en la Biblioteca Nacional, realzan la parte más escabrosa de las láminas.
- Explicación de esta estampa del manuscrito del Museo del Prado: Le descañonan y le desollarán. La culpa tiene quien se pone en manos de tal barbero.[2]

- Manuscrito de Ayala: Idem anterior.[2]

- Manuscrito de la Biblioteca Nacional: Una cortesana afeita a su amante bobalicón que se le cae la baba y le arranca así hasta el último maravedí.[2]